# Philoria knowlesi
Philoria knowlesi (лат.) — вид лягушек из рода филорий, который был впервые описан в 2022 году. По английски был назван «Mount Ballow Frog». Назван в честь г-на Росса Ноулза за его значительный вклад в охрану окружающей среды в Австралии и его раннюю работу по биологии и систематике рода филорий. Встречается в горных районах на границе Квинсленда и Нового Южного Уэльса, от плато Леверс на востоке до Драммер-Галли (национальный парк Маунт-Барни, Квинсленд) на западе, что находятся в Австралии. Все известные места, где был обнаружен данный вид, находятся выше 690 м над уровнем моря.
Крики во время размножения, сравнительная морфология и молекулярные маркеры подробно описаны в оригинальной публикации, где он считается сестринским таксоном по отношению к Philoria loveridgei. Philoria knowlesi бывает разных оттенков коричневого и издает глубокий хрип, похожий на «боп».

## История изучения
Ученые собирали и анализировали ДНК филорий в тропических лесах с 2006 года. 16 лет они были заняты подтверждением того, что все они являются отдельными видами.

## Описание
Размер взрослой особи относительно небольшой (самки до 31,9 мм, самцы до 29,2 мм); самцы со слабо развитой брачной мозолью; имеется умеренно развитая лицевая полоса; спина обычно красновато-коричневая, светло-коричневая или бронзовая, иногда более темная зеленовато-коричневая, без более крупных темных пятен; заметное черное пятно на боку редко присутствует, у некоторых экземпляров имеется более темная полоса, идущая от середины бедра к основной части бедра; брюшко обычно бледно-красновато-желтое, частично прозрачное или темно-коричневое с мелкими белыми пятнами; горловая поверхность такая же, как и брюшко, но с несколько более темным оттенком. Брюшная поверхность гладкая.
Тело умеренно уплощенное, крепкое, грушевидной формы. Голова уже тела, ширина (9,4 мм) больше, чем длина (7,8 мм) головы (соотношение длины и ширины головы = 1.26 мм), треугольной формы при взгляде сверху; рыло плоское, затем закругленное за пределами ноздрей, слегка покатое с клиновидным кончиком при виде сбоку. Ростральный угол глазной щели умеренно выражен, слегка косой; лореальная область отчетливо вогнутая. Ноздри значительно ближе к глазу (длина от ноздрей до глаз — 1,4 мм, диаметр глаза — 2,4 мм, соотношение — 1,66 мм), чем кончик рыла, на передне-боковом крае рыла, направленный латерально. Глаза среднего размера, внутреннее расстояние более чем в два раза превышает расстояние от глаза до ноздрей. Барабанная полость покрыта кожей, незаметна, овальной формы, вертикальная ось меньше половины диаметра глаза. Зубцы сошника короткие в двух косо расположенных пластинках, разделенных по средней линии и не заходящих латерально за внутреннюю границу хоан. Предплечья и кисти короткие, крепкие. Пальцы короткие, толстые, не перепончатые, кончики уплощены дорсально, отчетливо закруглены вентрально, относительная длина 3>4=2>1, маленькие субартикулярные бугорки под проксимальными суставами, отсутствуют в дистальных суставах, брачные мозоли на первом пальце состоят из густых, тонких конических шипов, пигментированных тёмно-коричневым, особенно вблизи вершины; поверхность ладоней гладкая, с выступающими внутренним и наружным пястными бугорками. Задние конечности короткие, крепкие; бёдра с тремя рядами выступающих бугорков на дорсальной поверхности. Пальцы без перепонок, без бахромы; подсуставные бугорки умеренно развиты; кончики пальцев уплощены дорсально, закруглены вентрально; относительные длины 4>3>5>2>1; подошвенные поверхности гладкие, внутренний плюсневой бугорок уплощен и округлой формы.
Кожа спины гладкая; гребень несовершенный по дорсолатеральному краю, несколько крупных бугорков на верхне- и среднелатеральной поверхностях; нет срединно-позвоночной полосы; надбарабанная складка простирается от глаза над барабанной перепонкой к подмышечной впадине; околоушные железы отсутствуют. Приподнятая железистая область между задним сочленением челюсти и передней подмышечной впадиной руки. Имеется ряд приподнятых бугорков на заднем крае нижней челюсти. Брюшная поверхность гладкая.

### Вариация
Взрослые самки 26,1-31,9 мм (в среднем = 27,9, n = 8); взрослые самцы 21,5-29,2 мм (среднее значение = 26,1 мм, n = 26). Тело крепкое, грушевидной формы. Длина головы меньше, чем ширина (отношение HW/HL 0,93-1,55), примерно четверть длины тела (HL/SVL = 0,21-0,41); рыло в профиле притуплено, ноздри расположены больше сбоку, чем сверху. Внутреннее расстояние примерно в два раза больше от глаза до ноздрей (EN/IN = 0,44-0,69). Ростральный угол глазной щели хорошо выражен, лореальная область вогнутая. Глаз бывает относительно большим, диаметр глаза больше, чем расстояние от глаза до ноздри (ED/EN 1.2-2.1), зрачок горизонтальный при сужении. Барабанная полость небольшая, нечёткая. Язык приблизительно прямоугольный. Зубцы сошника короткие в двух косо расположенных пластинках, разделенных по средней линии и не заходящих латерально за внутреннюю границу хоан. Бледное, слегка приподнятое железистое поле, идущее кзади от угла челюсти или у основания предплечья. Надбарабанная складка четкая, часто окаймленная тонкой или умеренно толстой светлой полосой дорсально, наиболее заметная и широкая на постбарабанной части складки, если она имеется. Околоушная железа отсутствует. Часто неясный гребень бугорков, образующих лировидный рисунок на спине, начинается за глазом и простирается назад примерно на две трети вдоль дорсо-латерального края, прежде чем распадаться на разрозненные более мелкие бугорки сзади. На дорсо-латеральной поверхности иногда с 2-3 крупными бугорками, расположенными по латеральной линии; кожа над глазом с несколькими бугорками. Тёмное пятно перед пахом часто встречается, хотя обычно бледнеет до неясного, с одним, а иногда и двумя увеличенными бугорками на дорсальной вершине пятна, обычно не образующими четкого гребня или прямой линии края вдоль дорсальной стороны пятна. Верхние поверхности конечностей умеренно бугорчатые.
Пальцы конечностей без перепонок, пальцы короткие, крепкие, цилиндрические; внутренний и наружный ладонные бугорки небольшие, но отчетливые; пальцы в порядке убывания длины 3>4=2>1. Задние конечности умеренно длинные (TL/SVL = 0,35-0,46); пальцы в порядке убывания длины 4>3>5=2>1; внутренний плюсневой бугорок у основания первого пальца небольшой, но отчётливый, наружного плюсневого бугорка нет. Брачные мозоли на первом пальце макроскопически кажутся бледными, но при внимательном рассмотрении содержат плотные тонкие конические шипы, пигментированные тёмно-коричневым цветом, особенно вблизи вершины. Могут быть выступы на первом и втором пальцах репродуктивно активных самок.

### Окраска
Цвет спины очень вариабельный, включая простой оранжевый, оранжево-коричневый, красновато-коричневый, коричневый или серо-зеленый, иногда с размытыми пятнами и пятнами более тёмного цвета. Верхние поверхности конечностей обычно того же цвета, что и спина, но светлее; слабые поперечные полосы на верхней части бедра простираются на заднюю часть спины, образуя направленную вперед V-образную отметину. Внутренние поверхности подмышечных впадин, паха и боков, а также задние поверхности бёдер более темные, оранжево-коричневые, чем спинка. Тёмное, примерно круглое или неправильной формы пятно на заднебоковой поверхности, блёклое и неясное у некоторых светлоокрашенных особей. Пальцы на всех конечностях со слабой полосой темно-коричневого цвета на верхней стороне.
Боковые поверхности лица темнее спины, интенсивность цвета градуируется от верхнего края глазной щели, имеющей резко очерченную чёрную линию, идущую от рыла вдоль угла глазной щели через глаз и выше барабанной полости к подмышечной впадине. Задний край позади пазухи с белой каймой. Верхний край надтимпанальной складки светлее спинки; край верхней губы с белым пятном. Железистая область позади угла челюсти белая. Лореальная область темнее, чем цвет спины. Черная полоса расширяется кзади от кончика рыла через ноздрю вдоль наружного уголка глаза, через глаз к основанию предплечья. Край вдоль рострального угла глазной щели образует отчетливую линию, вентральный край расплывчатый, сливается с цветом снизу. Брюшная сторона тела и задние конечности от оранжево-желтого до темно-коричневого цвета со светлыми пятнами, подбородок и горло чуть темнее брюшка без пятен. Вентральные поверхности могут быть частично прозрачными, так что брюшная стенка и внутренние органы частично видны. Радужка золотистая сверху и коричневая или чёрная снизу.

## Биология
В национальном парке Маунт-Барни P. knowlesi встречается в простом микрофилловом папоротниковом лесу с преобладанием дерева Nothofagus moorei, папоротниками Archontophoenix cunninghamiana на метаморфических породах. Известные места в Новом Южном Уэльсе находятся в аналогичных местах обитания в тропических лесах. Этот вид, по-видимому, более широко распространен в более влажных высокогорных тропических лесах, где были зарегистрированы крики с вершины горы Баллоу и в верховьях ручья Линдси в Новом Южном Уэльсе в лесу Nothofagus moorei. В нижних более сухих тропических лесах этот вид, вероятно, обитает в местах просачивания и на окраинах дренажей.
Большинство образцов было собрано из проточных вид или заболоченных краев дренажных линий, мест обитания, типичных для других видов филорий. Призыв зарегистрирован в июле и сентябре-январе включительно. 14 ноября 2006 года была найдена икра в верховьях Драммер-Галли, Национальный парк Маунт-Барни, Квинсленд, в присутствии взрослой самки. В гнездовой камере размером примерно 35 × 30 мм было около 40 яиц, заполненных водой, соединенных вокруг и снизу с пористым субстратом со слабо просачивающейся водой, поверхностный сток отсутствовал. Яйца были относительно большими и непигментированными и содержались в слегка пенистой студенистой массе.

## Угрозы
Вид страдает из-за потери обитания. Большинство известных и потенциально подходящих местообитаний для P. knowlesi встречается на охраняемых территориях национального парка Маунт-Барни (Квинсленд), в заповедниках Нового Южного Уэльса национального парка Маунт-Нотофагус и в западной части национального парка Бордер-Рейнджес. Значительные площади среды обитания филорий в национальных парках Маунт-Барни и Маунт-Нотофагус сгорели в результате лесных пожаров 2019 г. Результаты ограниченных полевых исследований в сезоны размножения 2020—2021 и 2021—2022 гг. показывают, что этот вид обладает определенной устойчивостью к сильной засухе и пожарам, при этом крики самцов зарегистрированы на четырех участках в пределах выжженных водосборов, включая особей, кричащих изнутри среды обитания, выжженной от средней до высокой степени тяжести. Однако с большими размерами выборки и данными исследований до засухи и пожаров Heard et al. обнаружили снижение занятости и численности Philoria kundagungan и Philoria richmondensis из близлежащих и аналогичных местообитаний. Кроме того, наблюдается увеличение частоты пожаров, более раннее начало сезона пожаров и более интенсивные пожары, и, по прогнозам, все они будут развиваться по одним и тем же траекториям.
Хотя одичавшие свиньи обитают на более низких высотах в западной части национального парка Маунт-Барни, пока нет свидетельств их присутствия в известной среде обитания P. knowlesi. Однако свежие экскременты свиней были обнаружены в сентябре 2021 г. в пределах 300 м от известного обитаемого места обитания лягушек. Одичавшие свиньи в настоящее время серьезно воздействуют на среду обитания P. kundagungan в горах Мистэйк, питаясь ими. Несанкционированный выпас скота в западной части национального парка Маунт-Барни также потенциально угрожает среде размножения.
В известных местах обитания в национальных парках Маунт-Барни и Маунт-Нотофагус есть несколько вызывающих озабоченность видов сорняков. Лантана сводчатая в настоящее время присутствует с низкой плотностью на некоторых участках, восстанавливающихся после пожара, и может усугубить последствия будущих пожаров. В регионе распространены два крупных прибрежных сорняка, но нам еще предстоит наблюдать их на участках, занятых P. knowlesi: Агератина железистая и Ageratina riparia. Их плотные корневые маты связывают почву болот и берегов ручьёв, что, вероятно, делает их непригодными для постройки гнёзд лягушками.